# Campeonato Europeo de Piragüismo en Eslalon de 2013
El XIV Campeonato Europeo de Piragüismo en Eslalon se celebró en Cracovia (Polonia) entre el 6 y el 9 de junio de 2013 bajo la organización de la Asociación Europea de Piragüismo (ECA) y la Federación Polaca de Piragüismo.
Las competiciones se realizaron en el canal de piragüismo en eslalon acondicionado en el río Vístula.

## Medallistas

### Masculino
| Evento                 | Oro | Plata | Bronce                                                                                                   |
| ---------------------- | --- | --- | --- |
| K1 individual (08.06)  | Jiří Prskavec · República Checa · 81,17 pts.                                                                 | Michael Kurt · Suiza · 81,80 s | Sebastian Schubert · Alemania · 83,62 pts.                                                               |
| C1 individual (08.06)  | Jan Benzien · Alemania · 89,80                                                                               | Sideris Tasiadis · Alemania · 91,22                                                                                                | Matej Beňuš · Eslovaquia · 91,57                                                                         |
| C2 individual (09.06)  | Pierre Labarelle Nicolas Peschier Francia 95,33                                                              | Marcin Pochwała · Piotr Szczepański · Polonia · 96,25                                                                              | Ondřej Karlovský · Jakub Jáně · República Checa · 97,06                                                  |
| K1 por equipos (08.06) | Vavřinec Hradilek · Jiří Prskavec · Vít Přindiš · República Checa · 92,30                                    | Hannes Aigner · Fabian Dörfler · Sebastian Schubert · Alemania · 93,01                                                             | Dariusz Popiela · Grzegorz Polaczyk · Rafał Polaczyk · Polonia · 94,24                                   |
| C1 por equipos (08.06) | Alexander Slafkovský · Matej Beňuš · Jerguš Baďura · Eslovaquia · 98,99                                      | Franz Anton · Jan Benzien · Sideris Tasiadis · Alemania · 100,53                                                                   | Benjamin Savšek Anže Berčič Luka Božič Eslovenia 103,58                                                  |
| C2 por equipos (09.06) | Francia Gauthier Klauss / Matthieu Péché Pierre Labarelle / Nicolas Peschier Hugo Biso / Pierre Picco 111,50 | Polonia · Marcin Pochwała / Piotr Szczepański · Filip Brzeziński / Andrzej Brzeziński · Dominik Weglarz / Dariusz Chlebek · 112,82 | Alemania · Franz Anton / Jan Benzien · Kai Müller / Kevin Müller · Eric Mendel / Alexander Funk · 118,32 |

### Femenino
| Evento                 | Oro                                                         | Plata                                                         | Bronce                                                                            |
| ---------------------- | ----------------------------------------------------------- | ------------------------------------------------------------- | --------------------------------------------------------------------------------- |
| K1 individual (09.06)  | Fiona Pennie Reino Unido 91,54 pts.                         | Stefanie Horn · Italia · 95,04 pts.                           | Viktoria Wolffhardt · Austria · 103,48 pts.                                       |
| K1 por equipos (09.06) | Émilie Fer Marie-Zélia Lafont Carole Bouzidi Francia 108,71 | Elizabeth Neave Fiona Pennie Bethan Latham Reino Unido 116,85 | Štěpánka Hilgertová · Kateřina Kudějová · Eva Ornstová · República Checa · 121,98 |
| C1 individual (08.06)  | Caroline Loir Francia 114,39                                | Julia Schmid · Austria · 114,91                               | Nuria Vilarrubla · España · 123,21                                                |

## Medallero
| Núm. | País            | Oro | Plata | Bronce | Total |
| ---- | --------------- | --- | ----- | ------ | ----- |
| 1    | Francia         | 4   | 0     | 0      | 4     |
| 2    | República Checa | 2   | 0     | 2      | 4     |
| 3    | Alemania        | 1   | 3     | 2      | 6     |
| 4    | Reino Unido     | 1   | 1     | 0      | 2     |
| 5    | Eslovaquia      | 1   | 0     | 1      | 2     |
| 6    | Polonia         | 0   | 2     | 1      | 3     |
| 7    | Austria         | 0   | 1     | 1      | 2     |
| 8    | Italia          | 0   | 1     | 0      | 1     |
| 8    | Suiza           | 0   | 1     | 0      | 1     |
| 10   | Eslovenia       | 0   | 0     | 1      | 1     |
| 10   | España          | 0   | 0     | 1      | 1     |
|      | TOTAL           | 9   | 9     | 9      | 27    |